# Digestive
Digestive er en type gyldenbrun, rund, halvsød kiks fra Storbritannien. Den blev oprindeligt udviklet i 1839 af to skotske læger, der ønskede at hjælpe fordøjelsen. Ordet digestive er engelsk og betyder "fordøjende" og kommer fra forestillingen om at kiksen havde positiv effekt på fordøjelsen, fordi den oprindelig indeholdt natron, hvilket skulle give antacide egenskaber. Selvom kiksen ganske rigtigt har store mængde natron (også kendt som bikarbonat), så dekomponerer det til soda (eller natriumkarbonat, Na2CO3) når kiksene bages, og der er således kun en forsvindende lille del syreholdig effekt. Historisk har nogle producenter brugt diastatisk maltektrakt for at "fordøje" noget af stivelsen, som findes i melet inden bagningen.
Den klassiske digestivekiks' hovedingredienser er i dag hvedemel, sukker, vegetabilsk olie og glukosesirup. Flere producenter har udviklet andre varianter af kiksen, blandt andet typer med fuldkorn, olivenolie og med reduceret sukkerindhold. De findes også som chokoladekiks og almindelige digestive bruges i bl.a. cheesecake og kiksebarren Balisto.
Kiks af typen digestive er kendt fra annoncer for Huntley & Palmers tilbage til 1876.
De første moderne digestive-kiks blev produceret af McVitie's i 1892 efter en hemmelig opskrift udviklet af Sir Alexander Grant, og selskabets digestive-kiks er den mest solgte i Storbritannien. I 2009 blev den almindelige digestive stemt ind til at være den fjerdemest populære kiks til at dyppe i teen, hvor digestive-udgaven med chokolade (produceret af McVitie's siden 1925) blev stemt ind som den mest populære. Chokolade-varianten fra McVitie's er blevet rangeret som favoritsnacken i Storbritannien adskillige gange.